# Irlanda nos Jogos Olímpicos de Inverno de 2022
Irlanda participa dos Jogos Olímpicos de Inverno de 2022, realizados em Pequim, na China.
É a oitava aparição do país em Olimpíadas de Inverno. É representado por seis atletas, sendo quatro homens e duas mulheres. Todos os membros da equipe são membros da diáspora irlandesa, que nasceram ou vivem e treinam em outro lugar.

## Competidores
| Esporte             | Masculino | Feminino | Total |
| ------------------- | --------- | -------- | ----- |
| Esqui alpino        | 1         | 1        | 2     |
| Esqui cross-country | 1         | 0        | 1     |
| Esqui estilo livre  | 1         | 0        | 1     |
| Luge                | 0         | 1        | 1     |
| Snowboard           | 1         | 0        | 1     |
| Total               | 4         | 2        | 6     |

## Desempenho

### Esqui alpino
Masculino
| Atleta     | Evento         | Descida 1 | Descida 1 | Descida 2 | Descida 2 | Total   | Total  | Total | Ref.  |
| Atleta     | Evento         | Tempo     | Pos.      | Tempo     | Pos.      | Tempo   | Dif.   | Pos.  | Ref.  |
| ---------- | -------------- | --------- | --------- | --------- | --------- | ------- | ------ | ----- | ----- |
| Jack Gower | Downhill       | —         | —         | —         | —         | 1:47.61 | +4.92  | 31    | [ 5 ] |
| Jack Gower | Combinado      | 1:45.16   | 14        | 52.58     | 12        | 2:37.74 | +6.31  | 12    | [ 6 ] |
| Jack Gower | Slalom gigante | 1:08.30   | 31        | 1:12.26   | 25        | 2:20.56 | +11.21 | 25    | [ 7 ] |
| Jack Gower | Super-G        | —         | —         | —         | —         | DNF     | DNF    | DNF   | [ 8 ] |

Feminino
| Atleta     | Evento         | Descida 1 | Descida 1 | Descida 2   | Descida 2   | Total       | Total       | Total       | Ref.   |
| Atleta     | Evento         | Tempo     | Pos.      | Tempo       | Pos.        | Tempo       | Dif.        | Pos.        | Ref.   |
| ---------- | -------------- | --------- | --------- | ----------- | ----------- | ----------- | ----------- | ----------- | ------ |
| Tess Arbez | Slalom         | 1:07.83   | 55        | 1:06.78     | 48          | 2:14.61     | +29.63      | 48          | [ 9 ]  |
| Tess Arbez | Slalom gigante | DNF       | DNF       | Não avançou | Não avançou | Não avançou | Não avançou | Não avançou | [ 10 ] |
| Tess Arbez | Super-G        | —         | —         | —           | —           | 1:25.18     | +11.67      | 42          | [ 11 ] |

### Esqui cross-country
Masculino
| Atleta                  | Evento          | Clássico | Clássico | Livre   | Livre | Final     | Final   | Final | Ref.   |
| Atleta                  | Evento          | Tempo    | Pos.     | Tempo   | Pos.  | Tempo     | Dif.    | Pos.  | Ref.   |
| ----------------------- | --------------- | -------- | -------- | ------- | ----- | --------- | ------- | ----- | ------ |
| Thomas Hjalmar Westgård | 15 km clássico  | —        | —        | —       | —     | 40:01.5   | +2:06.7 | 14    | [ 12 ] |
| Thomas Hjalmar Westgård | 30 km skiathlon | 43:03.8  | 42       | 41:51.7 | 42    | 1:25:29.8 | +9:20.0 | 43    | [ 13 ] |
| Thomas Hjalmar Westgård | 50 km livre     | —        | —        | —       | —     |           |         |       |        |

### Esqui estilo livre
Masculino
| Atleta        | Evento   | Qualificação | Qualificação | Qualificação | Qualificação | Final       | Final       | Final       | Final       | Final       | Final       | Ref.   |
| Atleta        | Evento   | 1.ª descida  | 1.ª descida  | 2.ª descida  | 2.ª descida  | 1.ª descida | 1.ª descida | 2.ª descida | 2.ª descida | 3.ª descida | 3.ª descida | Ref.   |
| Atleta        | Evento   | Pontos       | Pos.         | Pontos       | Pos.         | Pontos      | Pos.        | Pontos      | Pos.        | Pontos      | Pos.        | Ref.   |
| ------------- | -------- | ------------ | ------------ | ------------ | ------------ | ----------- | ----------- | ----------- | ----------- | ----------- | ----------- | ------ |
| Brendan Newby | Halfpipe | 10.75        | 21           | 47.00        | 20           | Não avançou | Não avançou | Não avançou | Não avançou | Não avançou | Não avançou | [ 14 ] |

### Luge
Feminino
| Atleta       | Evento     | 1ª descida | 1ª descida | 2ª descida | 2ª descida | 3ª descida | 3ª descida | 4ª descida  | 4ª descida  | Final    | Final | Final | Ref.   |
| Atleta       | Evento     | Tempo      | Pos.       | Tempo      | Pos.       | Tempo      | Pos.       | Tempo       | Pos.        | Tempo    | Dif.  | Pos.  | Ref.   |
| ------------ | ---------- | ---------- | ---------- | ---------- | ---------- | ---------- | ---------- | ----------- | ----------- | -------- | ----- | ----- | ------ |
| Elsa Desmond | Individual | 1:01.608   | 33         | 1:03.857   | 34         | 1:02.254   | 33         | Não avançou | Não avançou | 3:07.719 | —     | 33    | [ 15 ] |

### Snowboard
Masculino
| Atleta          | Evento   | Qualificação | Qualificação | Qualificação | Qualificação | Final       | Final       | Final       | Final       | Final       | Ref.   |
| Atleta          | Evento   | Descida 1    | Descida 2    | Melhor       | Pos.         | Descida 1   | Descida 2   | Descida 3   | Melhor      | Pos.        | Ref.   |
| --------------- | -------- | ------------ | ------------ | ------------ | ------------ | ----------- | ----------- | ----------- | ----------- | ----------- | ------ |
| Seamus O'Connor | Halfpipe | 57.00        | 10.25        | 57.00        | 15           | Não avançou | Não avançou | Não avançou | Não avançou | Não avançou | [ 16 ] |

Legenda
| Recorde mundial      | Recorde mundial (World record)               |                       | Recorde africano                      | Recorde africano (African) |                                           | Q | Classificado por posição (Qualified) |
| Recorde olímpico     | Recorde olímpico (Olympic record)            | Recorde da América    | Recorde da América (Americas)         | q                          | Classificado por melhor tempo (Qualified) |   |                                      |
| Melhor marca do ano  | Melhor marca do ano (World leading)          | Recorde asiático      | Recorde asiático (Asian)              | DNS                        | Não largou (Did not start)                |   |                                      |
| Recorde nacional     | Recorde nacional (National record)           | Recorde europeu       | Recorde europeu (European)            | DNF                        | Não terminou (Did not finish)             |   |                                      |
| Recorde pessoal      | Recorde pessoal do atleta (Personal best)    | Recorde da Oceania    | Recorde da Oceania (Oceania)          | DSQ / DQ                   | Desclassificado (Disqualified)            |   |                                      |
| Recorde da temporada | Recorde da temporada do atleta (Season best) | Recorde sul-americano | Recorde sul-americano (South America) | NM                         | Sem marca (No mark)                       |   |                                      |